# Vũ Tiên (huyện)
Vũ Tiên là một huyện cũ thuộc tỉnh Thái Bình, Việt Nam.

## Vị trí địa lý
- Phía Bắc giáp thị xã Thái Bình.
- Phía Nam giáp hai huyện Trực Ninh và Xuân Trường của tỉnh Nam Hà (ranh giới là sông Hồng).
- Phía Đông giáp huyện Kiến Xương.
- Phía Tây giáp huyện Thư Trì.

## Lịch sử
Ngày 17 tháng 6 năm 1969, huyện Vũ Tiên được hợp nhất với huyện Thư Trì thành huyện Vũ Thư, riêng 13 xã Vũ Đông, Vũ Tây, Vũ Sơn, Vũ Lạc, Vũ Quý, Vũ Trung, Vũ Thắng, Vũ Công, Vũ Lễ, Vũ An, Vũ Ninh, Vũ Hòa, Vũ Bình cắt sang huyện Kiến Xương.

## Hành chính
Huyện Vũ Tiên có 27 xã: Vũ An, Vũ Bình, Vũ Chính, Vũ Công, Vũ Đoài, Vũ Đông, Vũ Hòa, Vũ Hội, Vũ Hồng, Vũ Hợp, Vũ Lạc, Vũ Lãm, Vũ Lễ, Vũ Nghĩa, Vũ Ninh, Vũ Phong, Vũ Phúc, Vũ Quý, Vũ Sơn, Vũ Tây, Vũ Thắng, Vũ Thuận, Vũ Tiến, Vũ Trung, Vũ Vân, Vũ Việt, Vũ Vinh.